# Niphothixa
Niphothixa is een geslacht van vlinders van de familie bladrollers (Tortricidae).

## Soorten
- N. amphibola Diakonoff, 1960
- N. atava Diakonoff, 1970
- N. niphadacra Diakonoff, 1960
- N. ophina Bradley, 1965